# Port Elizabeth
Port Elizabeth je grad u Južnoafričkoj Republici. Osnovan je 1820. Nalazi se u južnoafričkoj provinciji Eastern Cape, gdje je najveći grad. Prema popisu iz 2005. Port Elizabeth ima 737 600 stanovnika, dok s okolicom ima 1.244 900 stanovnika.
Grad je poznat po tome što su se u njemu igrale neke utakmice Svjetskog nogometnog prvenstva 2010